# Les Paul

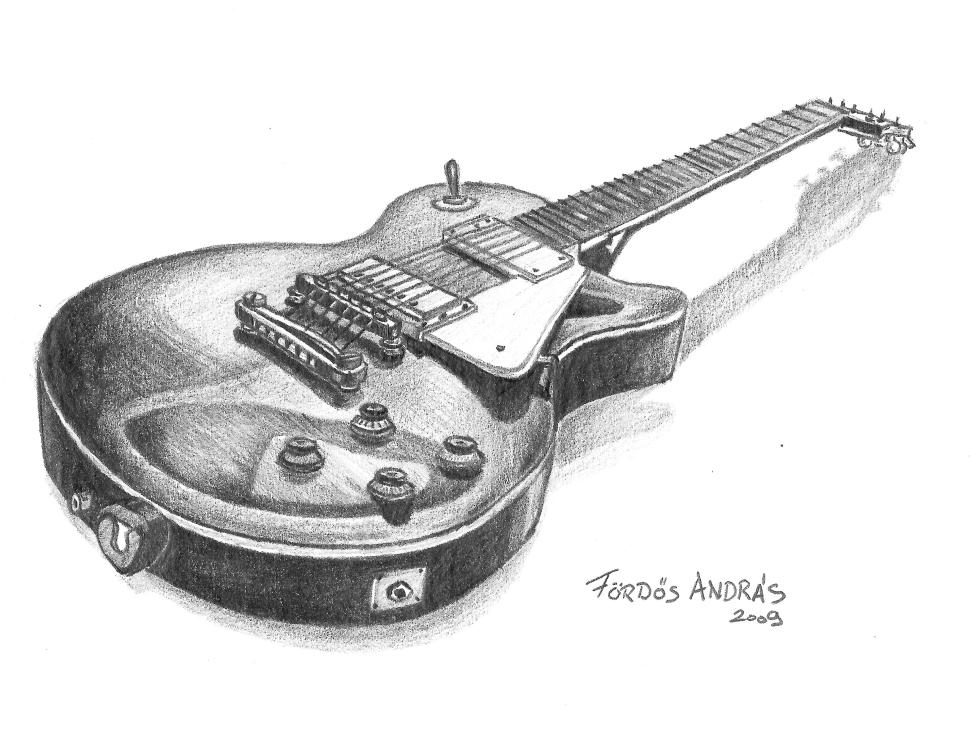
Teckning av en Gibson Les Paul-gitarr.

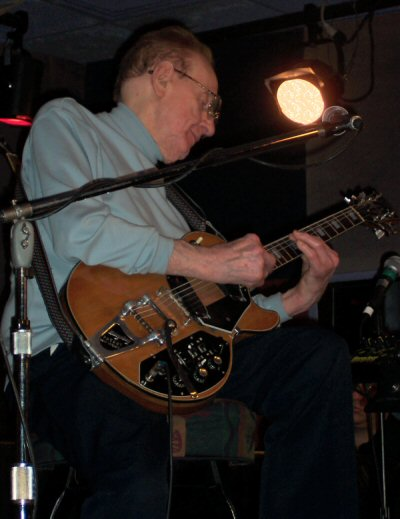
Les Paul 2004.

Lester William Polsfuss, känd som Les Paul, född 9 juni 1915 i Waukesha, Wisconsin, död 12 augusti 2009 i White Plains, New York, var en amerikansk jazz- och popgitarrist, låtskrivare och uppfinnare. Han är känd som en av de mest inflytelserika personerna inom utvecklingen av elektriska musikinstrument och inspelningstekniker och var en pionjär inom utvecklingen av den solida elgitarren, flerspårsinspelning, reverb och ekoeffekter. Les Paul använde även sina innovativa talanger i sitt spelande. Hans tekniker har inspirerat många av dagens gitarrister och används även i dagens pop- och rockmusik.

## Biografi
Les Paul föddes som Lester William Polsfuss utanför Milwaukee i Wisconsin. Les Paul var intresserad av musik redan som barn och började spela munspel som åttaåring. Efter ett försök att lära sig spela banjo övergick han snabbt till gitarr. Det var då han uppfann en munspelsställning som gjorde att man kunde spela utan att hålla instrumentet med händerna. Den lät honom spela munspel samtidigt som han spelade gitarr. Munspelsställningen tillverkas ännu idag med samma design som Les Paul använde. 
Som tonåring uppträdde Les Paul som halvprofessionell countrymusikartist. Det var då han började experimentera med olika ljud. Han ville bli hörd av fler vilket fick honom att fästa en grammofonpickup på gitarren och koppla den till en radiohögtalare. Detta gjorde att hans akustiska gitarr hördes bättre. Les Paul spelade med bland andra Rube Tronson och Texas Cowboys och lämnade strax därefter skolan för att spela med  Sunny Joe Wolvertons Radio Band i St. Louis, Missouri, på KMOX. 
Som musiker var Les Paul inte nöjd med kvaliteten på elektroakustiska gitarrer och han började därför experimentera i sin lägenhet med några egna designer. Han skapade först några versioner av den så kallade The Log, en design som i princip inte var mer än en bit trä, en  4x4-tums planka eller en "stock", med ett strängstall, strängar, pickup och en gitarrhals. För att få ett mer normalt utseende använde han gitarrkroppen från en ihålig Epiphone, sågad itu på längden och sedan ihopsatt med "The Log" i mitten. Hans design löste två huvudsakliga problem: akustisk rundgång, det vill säga ljudet från akustiska gitarrens kropp störde inte mera det amplifierade ljudet från högtalarna, och sustain, ljudets varaktighet, det vill säga strängarnas vibration stördes inte längre av att man måste skapa ljud via gitarrkroppen. Under årens lopp ändrades designerna flera gånger.
Les Paul spelade in ett stort antal album på 1940- och 1950-talen, många tillsammans med sin hustru Iris Colleen Summers (artistnamn, Mary Ford). De tillämpade tidigt flerspårstekniken i inspelningarna. Mary Ford torde ha varit bland de första som "sjungit in stämmor med sig själv". De uppträdde tillsammans tills skilsmässan 1964. 

### Gitarrtillverkare
Les Paul var en av de första att skapa en solid elgitarr, "The Log", genom att fästa en gitarrhals på en 4×4-tums planka. Les Paul kontaktade gitarrtillverkaren Gibson med sin idé för en solid elektrisk gitarr men företaget visade inget intresse förrän Fender Musical Instruments Corporation lanserade sin Esquire-gitarr som senare fick namnet Telecaster 1952. Det var då Gibson tog upp Les Paul design och började utforma en ny gitarr, Gibson Les Paul.
I slutet av 1950-talet ansågs Gibson Les Paul vara en gammalmodig gitarr. Den var för tung och för dyr. På 1960-talet ändrade Gibson designen och bytte ut Les Paul-modellen mot den lättare så kallade SG-modellen, Gibson SG. Namnändringen från Gibson Les Paul till Gibson SG skedde efter klagomål från Les Paul som ogillade den nya designen. Den ursprungliga Les Paul-gitarren återfick dock sin popularitet när Eric Clapton började använda den några år senare.

### Uppfinningar
Les Paul  var aldrig nöjd med hur hans skivor lät.[källa behövs] Efter en inspelning när han åter var missnöjd föreslog Bing Crosby att han skulle bygga en studio åt sig för då kanske han skulle få det sound han ville ha. Les Paul var även pionjär gällande ekoeffekter och andra elektroniska metoder för att manipulera gitarrens ljud. En av dessa var inspelningstekniken med pålägg som tillät honom att spela in något nytt över något tidigare inspelat. Les Paul hade patent på många olika inspelningsmetoder och instrument som används vid inspelning och i manipulering av ljud, speciellt gitarrens ljud. 

### Död
Den 13 augusti 2009 avled Les Paul  till följd av komplikationer som uppkommit från en aggressiv lunginflammation. Sin sista konsert spelade Les Paul endast några veckor innan han avled.

### Pris och utmärkelser
År 1988 blev Les Paul invald i Rock and Roll Hall of Fame av Jeff Beck, som sade att han kopierat fler licks av Les Paul än vad han vill medge. År 2005 blev Les Paul invald i National Inventors Hall of Fame för sin utveckling av den solida elgitarren.

## Diskografi

### Album
- 1949 – Hawaiian Paradise
- 1950 – The New Sound
- 1951 – Les Paul's New Sound, Vol. 2
- 1952 – Bye Bye Blues!
- 1953 – The Hit Makers!
- 1955 – Les and Mary
- 1957 – Time to Dream
- 1959 – Lover's Luau
- 1962 – Bouquet of Roses
- 1962 – Warm and Wonderful
- 1963 – Swingin' South
- 1965 – Fabulous Les Paul & Mary Ford
- 1968 – Les Paul Now!
- 1971 – The Guitar Artistry of Les Paul
- 1977 – Chester & Lester (med Chet Atkins)
- 1978 – Guitar Monsters (med Chet Atkins)
- 1979 – Multi Trackin
- 2003 – California Melodies
- 2005 – American Made World Played

### Singelhitar
- "It's Been a Long, Long Time" – med Bing Crosby, 1945
- "Lover (When You're Near Me)", 1948
- "How High the Moon" – med Mary Ford, 1951
- "Mockin' Bird Hill" – med Mary Ford, 1951 (På svenska sjungen av Alice Babs med Gösta Carjes text Adress Rosenhill, också förebild till Povel Ramels visa om småfåglarne)
- "Tiger Rag" – med Mary Ford, 1952
- "Vaya con Dios" – med Mary Ford, 1953
- "Bye Bye Blues" – med Mary Ford, 1953
- "I'm Sitting On Top of the World" – med Mary Ford, 1953